# Świdnica

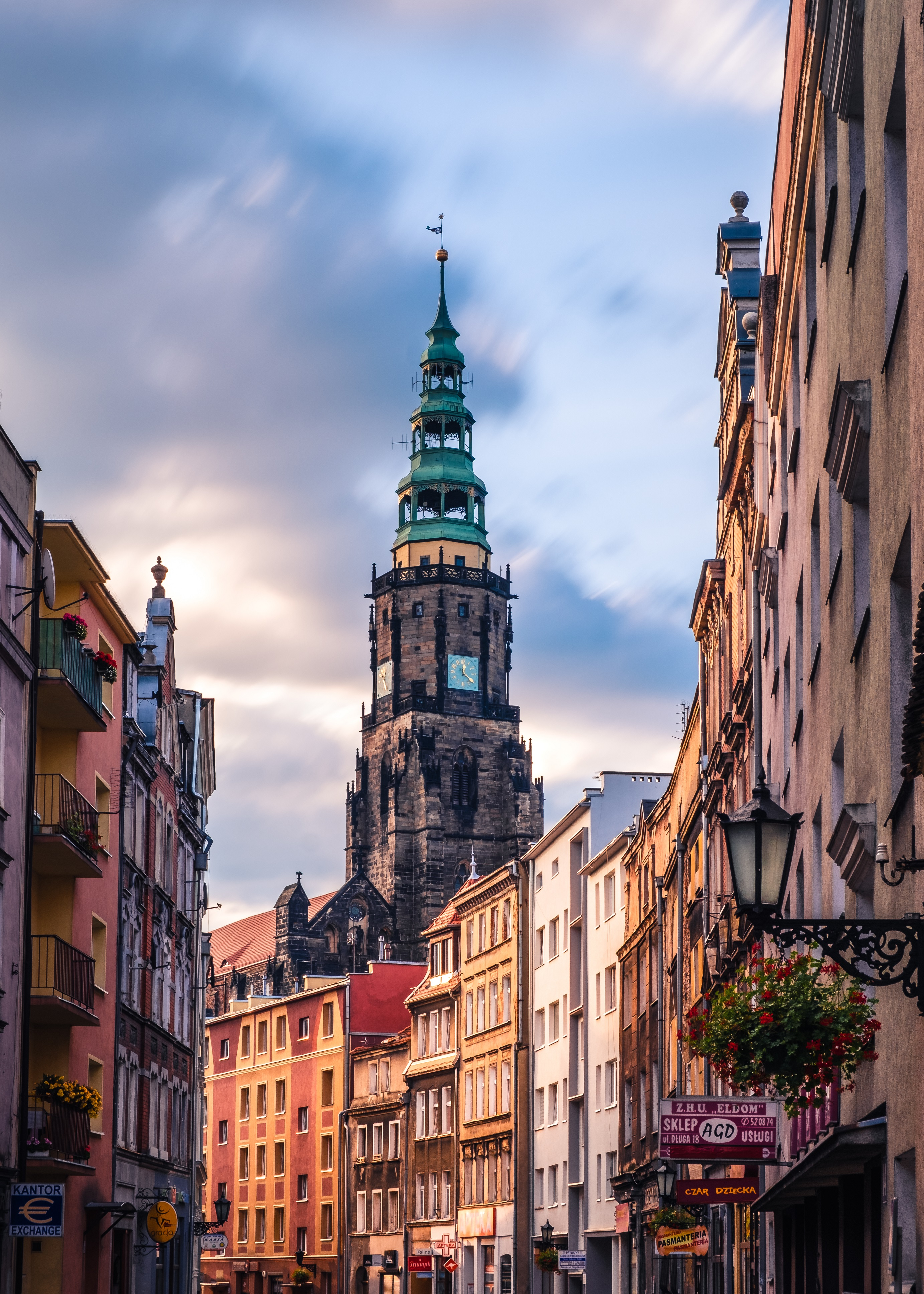
Catedral de Świdnica.

Świdnica (en alemán, Schweidnitz; en checo, Svídnice) es una ciudad del sudoeste de Polonia, capital del powiat o distrito al que da nombre, en el Voivodato de Baja Silesia. Antigua capital del Ducado de Schweidnitz-Jauer y sede de una diócesis episcopal católica desde 2004, contaba a 31 de diciembre de 2008 con 59863 habitantes, según cifras oficiales. En ella se encuentra la Iglesia de la Paz, declarada Patrimonio de la Humanidad en 2001.
Świdnica, entre los años 1975 y 1998, pertenecía de Voivodato de Wałbrzych (Wałbrzych). Świdnica pertenece al aglomeración de Wałbrzych. 

## Geografía
Atravesada por el río Bystrzyca, Świdnica se encuentra en la llanura a la que da nombre, en la zona meridional del voivodato de Baja Silesia, a 53 km al suroeste de Breslavia, entre el monte Ślęża y los Eulengebirge, es decir, en la zona media de los Sudetes.

## Historia

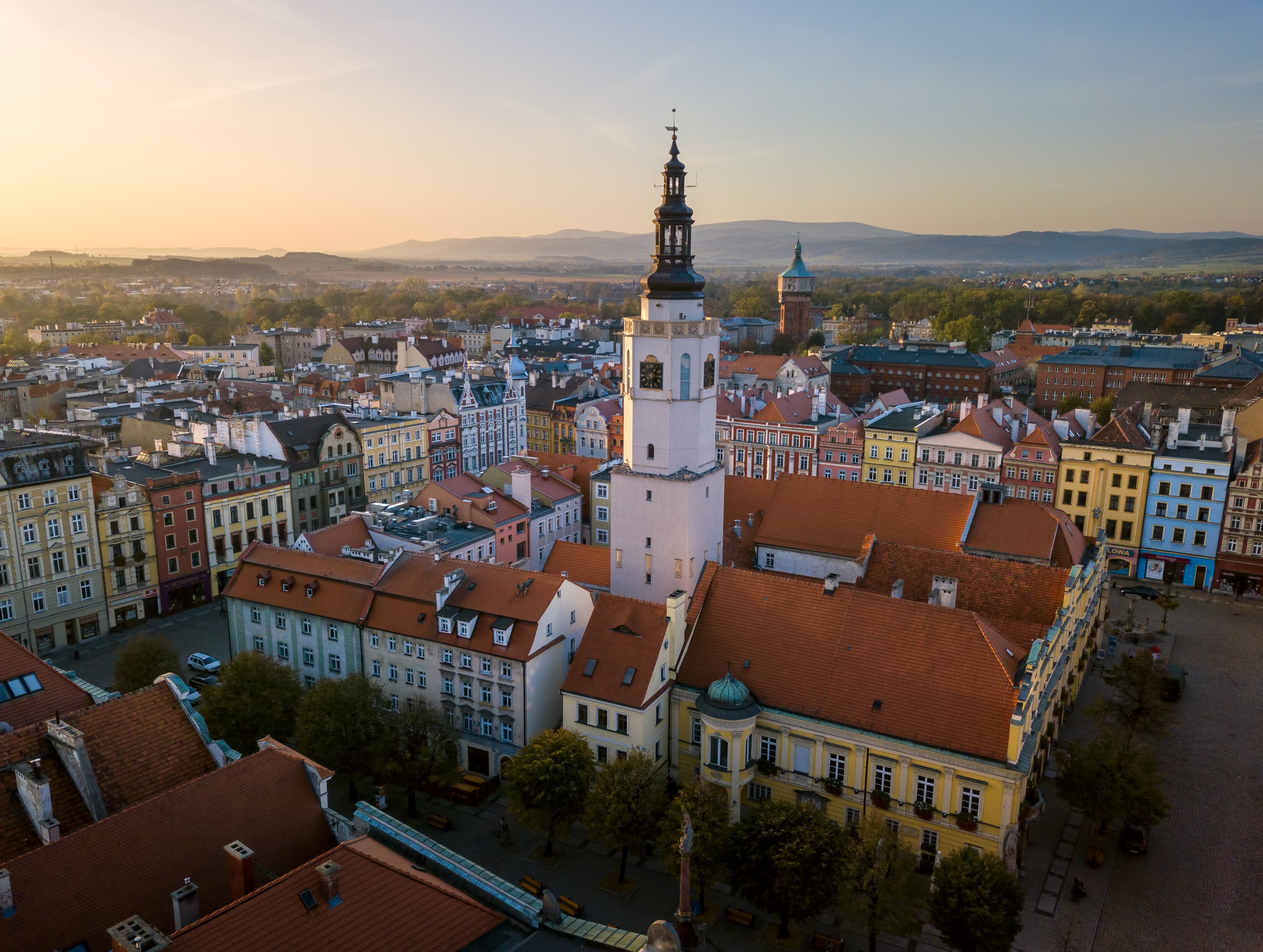
Vista de la ciudad vieja.

Con antecedentes en un asentamiento eslavo desde al menos el siglo X, Świdnica aparece citada por primera vez en un documento de 1249, relativo a la fundación de una iglesia franciscana; y en otro fechado en 1267 se la describe ya como ciudad, estatuto que debió adquirir alrededor de 1250, perteneciendo al Ducado de Breslavia. Hacia 1290, la ciudad contaba con una muralla en la que se abrían seis puertas y vivía un florecimiento de la artesanía y el comercio. En 1291 se convirtió en capital del Ducado de Świdnica, ostentado por una rama de la dinastía de los Piastas.
El último duque piasta fue Bolko II el Pequeño. Al morir, en 1368, su viuda Agnes de Habsburgo mantuvo el ducado hasta su propia muerte; pero en 1392 el Ducado de Świdnica fue incorporado al Reino de Bohemia, por Wenceslao de Luxemburgo, ya que la madre de este, Ana de Swidnica (casada con el rey Carlos IV de Luxemburgo y fallecida en 1362) era sobrina y heredera de Bolko.
La etapa bohemia fue próspera para Świdnica. En 1471 funcionaban 47 gremios de comerciantes, se celebraban concurridas ferias de ganado y granos y había cerca de trescientas licencias para producir cerveza, que se exportaba a varias ciudades europeas. Como resultado de su riqueza e importancia comercial, Świdnica acuñó su propia moneda hasta 1623.
En 1526 el Ducado de Świdnica, como toda Silesia, pasó al dominio de la Casa de Habsburgo, tras la muerte del rey Luis en la Batalla de Mohacs. La Guerra de los Treinta Años (1618-1648) arrasó el Ducado y puso fin a la prosperidad de la ciudad. 
Más tarde, Świdnica fue anexionada por el reino de Prusia durante la primera guerra de Silesia (1740-1742). Aunque se produjeron breves reconquistas austríacas en 1757-1758 y 1761-1762, la anexión prusiana se consolidó, convirtiéndose Schweidnitz en una ciudad fortificada, defendida por cuatro fuertes avanzados. Durante las Guerras Napoleónicas los franceses se apoderaron de la ciudad en 1807 y derruyeron sus fortificaciones exteriores, que fueron reconstruidas en 1816, al volver la ciudad a manos prusianas tras la caída de Napoleón. Con la Unificación alemana, Schweidnitz quedó integrada en el Imperio alemán.
La industrialización de la ciudad comenzó en 1844, tras la apertura de la línea ferroviaria con Breslavia, y volvió a hacer de Schweidnitz la segunda ciudad de Silesia por su importancia económica, tras la propia Breslau. Las antiguas fortificaciones fueron derruidas a partir de 1868 y convertidas en amplios espacios verdes alrededor de la ciudad. En 1899 se dividió el territorio en una circunscripción urbana y otra rural a su alrededor; y en 1938 se amplió la extensión de la primera, al integrar parte de las poblaciones que hasta entonces formaban parte del Schweidnitz rural.

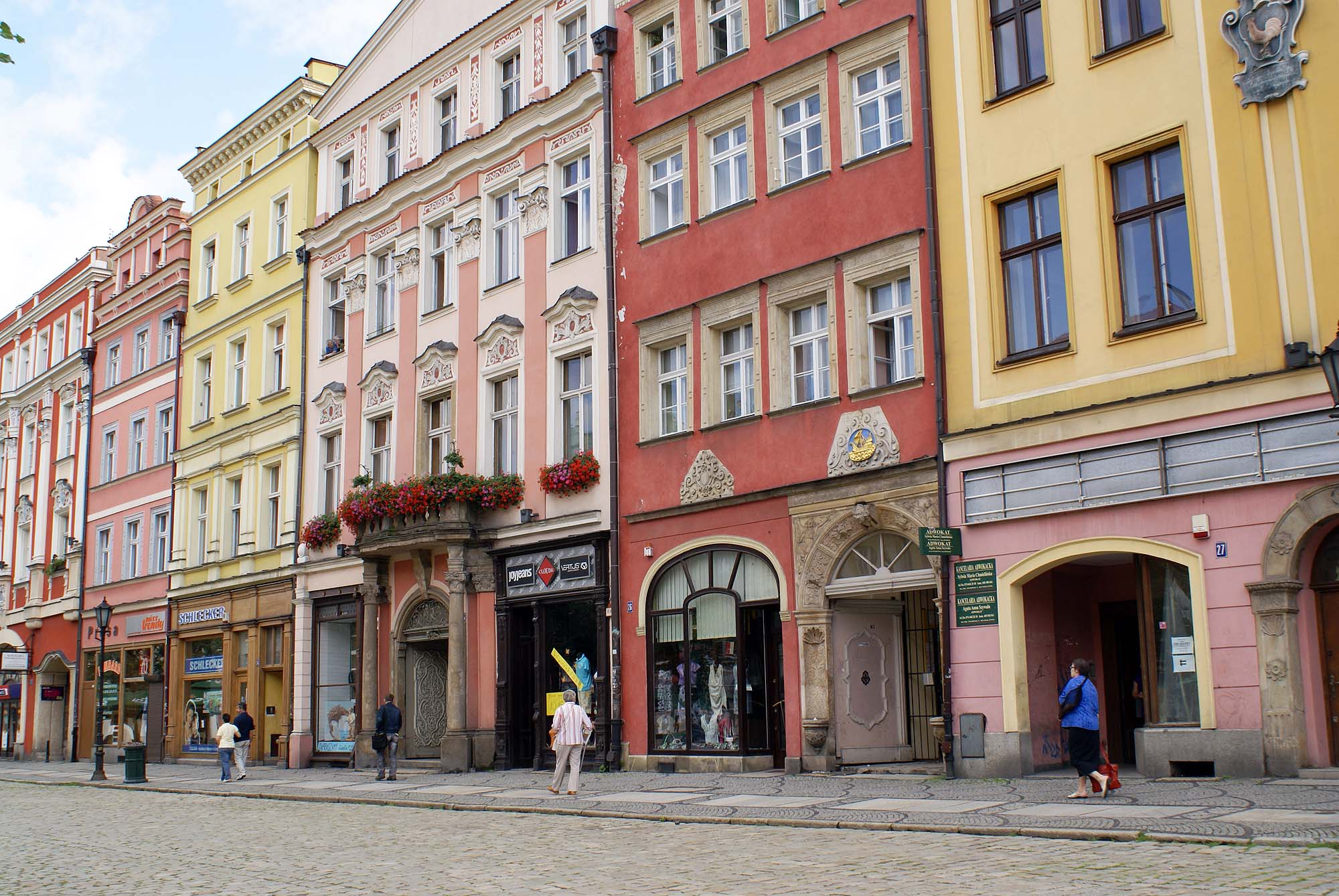
Świdnica

La Segunda Guerra Mundial dejó a la ciudad virtualmente intacta; pero como consecuencia de ella, y en virtud de los acuerdos de la Conferencia de Potsdam, Świdnica pasó a soberanía polaca y recobró su nombre en este idioma. La población alemana fue expulsada hacia el oeste y la ciudad fue repoblada con polacos, muchos de ellos, a su vez, expulsados desde los territorios polacos anexionados por la Unión Soviética.
En los años subsiguientes la población se incrementó, el centro histórico fue renovado, se modernizaron las industrias y se crearon nuevas infraestructuras. En esa época se establecieron en Świdnica acuartelamientos de unidades militares soviéticas.
El 25 de marzo de 2004, por la bula Totus tuus populus Poloniae, el papa Juan Pablo II erigió a Świdnica en sede de una diócesis episcopal, sufragánea del arzobispado de Breslavia.

## Economía
La Schweidnitz alemana era desde el siglo XIX una ciudad industrial considerable. La reputada empresa de construcción de órganos Schlag e Hijos tenía su sede allí, habiendo sido la encargada de construir, entre otros, el órgano de la antigua sede de la Filarmónica de Berlín. Hoy es la industria electrotécnica la que predomina (aparatos de medida y contadores eléctricos). Además existen empresas especializadas en andamios y escaleras, fabricación de muebles, tratamiento del cuero, impresión e industria textil. A partir de 1990, inversores extranjeros han creado empresas subcontratistas para la industria del automóvil (aparataje eléctrico y tejidos de revestimiento).

## Lugares de interés
- Iglesia de la Paz de la Santísima Trinidad (Pokoju Kościół pw. Świętej Trójcy). Construida en 1656-1657 para el culto protestante, con la limitación de no poder utilizar piedra, ladrillos ni clavos, está considerada como la iglesia de entramado de madera más grande de Europa. Junto con su coetánea un poco más pequeña de Jawor, fue declarada en 2001 Patrimonio de la Humanidad por la Unesco.

- Catedral de San Estanislao y San Wenceslao (Katedra św. Stanisława i św. Wacława). Construida en estilo gótico tardío en el siglo XIV, su torre de 103 metros es la más alta de Silesia.

- Ayuntamiento. Construido en el siglo XVI y renovado numerosas veces, por lo que combina elementos góticos, renacentista y barrocos.